# José Naranjo (football, 1926)
Pour les articles homonymes, voir José Naranjo.
José « Chepe » Naranjo (né le 19 mars 1926 à Experiencia et mort le 13 décembre 2012 à Guadalajara) était un joueur de football mexicain.

## Biographie

### Club
Durant sa carrière de club, Naranjo a évolué dans le club du championnat mexicain du Club Oro de Jalisco.

### International
Du côté international, il a participé avec l'équipe du Mexique à deux coupes du monde, celle de 1950 au Brésil et de 1954 en Suisse.